# UDBA

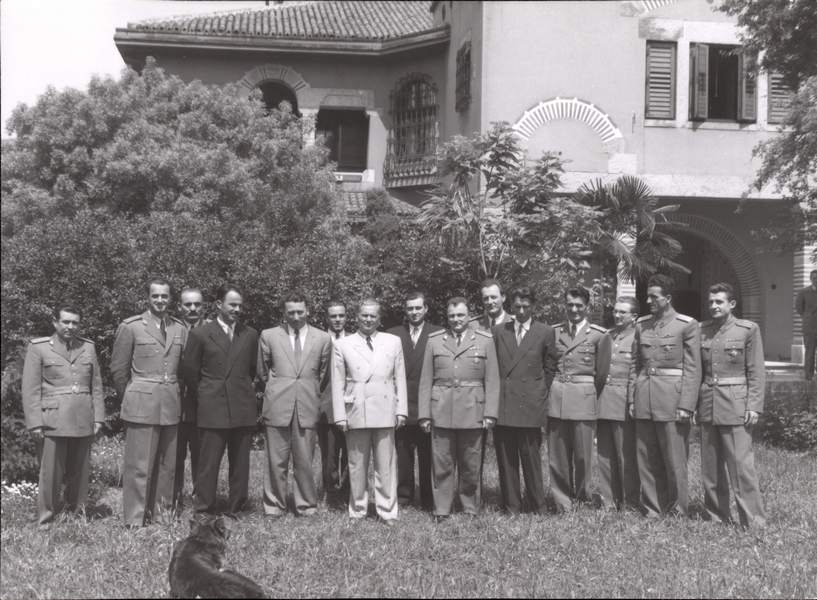
Josip Broz Tito se zástupci UDB, 1951

UDBA (UDBA nebo UDSA, později SDB nebo SDS) je zkratka označující tajnou policii působící ve Socialistické federativní republice Jugoslávie. Bosensky zkratka znamenala Uprava državne bezbjednosti, srbsky Uprava državne bezbednosti, chorvatsky Uprava državne sigurnosti, makedonsky Управа за државна безбедност, slovinsky Uprava državne varnosti. UDBA byl používána jako nástroj kontroly státní mocí. V pozdější době byla UDBA složena ze šesti více či méně nezávislých organizací tajné policie, každá pro jednu ze šesti jugoslávských federálních republik. Organizace byly koordinovány centrálním federálním úřadem.
Uvádí se, že UDBA byla zodpovědná za „eliminaci“ několika desítek nepřátel státu v rámci Jugoslávie i na mezinárodní úrovni (odhaduje se asi 200 atentátů a únosů). Cíle a metody eliminace byly různé; z dob druhé světové války byl cílem ustašovský (fašistický) vůdce Nezávislého státu Chorvatsko Ante Pavelić a velitel lágrů Vjekoslav Luburić (ve Španělsku a Argentině), později členové extrémní chorvatské emigrace jako například Bruno Bušić.

## Organizační struktura[2]
- 13. května 1944 vzniklo Oddělení ochrany národa, OZNA (Od(j)eljenje zaštite naroda) jako orgán Pověřenectva národní obrany Národní rady osvobození Jugoslávie (Nacionalni komitet oslobođenja Jugoslavije), později v rámci Ministerstva národní obrany Demokratické federativní Jugoslávie, původně měla organizace čtyři oddělení, později přibyla ještě dvě, výkonným orgánem Oddělení ochrany národa byl od 15. srpna 1944 Sbor národní obrany, KNOJ (Korpus narodne odbrane Jugoslavije)
- roku 1946, kdy došlo k reorganizaci ministerstva národní obrany, z třetího a části čtvrtého oddělení vznikla Kontrarozvědka Armády Jugoslávie, KOS (Kontraobav(j)eštajna služba Armije Jugoslavije), roku 1953 se ministerstvo změnilo na Státní sekretariát národní obrany (DSNO, pak Svazový sekretariát národní obrany, SSNO), KOS se v návaznosti na to roku 1955 přejmenovala na Správu bezpečnosti, UB SSNO (Uprava bezb(j)ednosti)
- roku 1946 se OZNA, resp. její první, druhé, část čtvrtého, páté a šesté oddělení, přejmenovala na Správu státní bezpečnosti, UDB (Uprava državne bezb(j)ednosti) v rámci Státního sekretariátu vnitra Federativní lidové republiky Jugoslávie a roku 1966, po vynuceném odchodu viceprezidenta a neformálního velitele bezpečnostních orgánu Jugoslávie Aleksandra Rankoviće, se přejmenovala na Službu státní bezpečnosti, SDB (Služba državne bezb(j)ednosti)
- mezi lety 1949 a 1952 existovala Kontrarozvědka lidové milice (Kontraobav(j)eštajna služba narodne milicije) v rámci Státního sekretariátu vnitra Federativní lidové republiky Jugoslávie
- od roku 1952 existovalo Kontrarozvědné oddělení Státního sekretariátu zahraničních věcí (Kontraobav(j)eštajno od(j)eljenje Državnog sektretarijata inostranih poslova)

## Činnost
UDBA tvořila hlavní část jugoslávských zpravodajských služeb v letech 1946–1991, a byl primárně zodpovědná za vnitřní bezpečnost státu. Od roku 1946 UDBA prodělala řadu bezpečnostních a zpravodajských změn způsobené aktuálními otázkami v té době, včetně boje proti gangům, ochrany hospodářství. Byla několikrát reorganizována, roce 1945 a 1946, například, UDBA byla organizována podle okresů. V oblasti vnitřní bezpečnosti byl kladen důraz na kolektivismus, bratrství, sociální harmonii, věrnost a toleranci vůči osobám s různými názory. Odchylka od tohoto souboru hodnot se stala okamžitým problémem pro bezpečnostní služby.
Později bylo použití síly byla zmírněno, a když proces "decentralizace moci lidu" začal, u zpravodajské a bezpečnostní služby došlo k dalšímu reorganizaci tak, aby došlo k decentralizaci moci a zvýšení efektivity. Reorganizace řešily i otázky týkající se působnosti federace (bezpečnostní stav, přeshraniční dopravy, zahraničních občanů, pasy, zavádění a rozšiřování zahraničního tisku, a federální občanství).
UDBA se mimo jiné zaměřovala na pronásledování chorvatských emigrantů, především příslušníků chorvatského hnutí Ustaša, byť některé případy vražd ustašovských válečných zločinců jsou dodnes nevyjasněny, jako například vražda velitele ustašovského koncentračního tábora v Jasenovaci Vjekoslava Luburiće. Ten byl zavražděn Ilijou Stanićem roku 1969 ve Španělsku. Stanić byl často označován za agenta UDBA, nejspíše však v době vraždy agentem nebyl, stal se jím však později. Známá je rovněž vražda chorvatského disidenta a vlastence Bruno Bušiće v Paříži roku 1978. UDBA takto zlikvidovala nejméně 70 chorvatských disidentů a nepohodlných Titově komunistickému režimu. Rekordním byl zřejmě rok 1981, kdy UDBA zavraždila minimálně 10 chorvatských vlastenců a disidentů ve Francii, Německu a Švýcarsku.
V letech 1963–1974 se bezpečnostní zpravodajské služby zabývaly řadou domácích a zahraničních politických událostí. V Jugoslávii docházelo k politické konfrontaci a demonstracím v Bělehradě v Chorvatsku, intervenci skupiny nacionalistů (Radusa, 1972), a oživení nacionalismu v Kosovu, Srbsku, Makedonii a Slovinsku. Nejvýznamnější událostí v zahraničí byla invaze vojsk Varšavské smlouvy do Československa v roce 1968.
Po rozpadu Jugoslávie organizace UDBA i nadále pokračovala v činnosti jako státní bezpečnostní služba Svazové republiky Jugoslávie.

### Zavraždění Chorvaté
| Rok  | Stát                       | Oběti                                                                                |
| ---- | -------------------------- | ------------------------------------------------------------------------------------ |
| 1946 | Itálie                     | Ivo Protulipac                                                                       |
| 1948 | Rakousko                   | Ilija Abramović                                                                      |
| 1960 | Argentina                  | Dinka Domančinović                                                                   |
| 1962 | Argentina                  | Rudolf Kantoci                                                                       |
| 1966 | Kanada                     | Anđelko Vučina, Mate Miličević                                                       |
| 1967 | Spolková republika Německo | Joze Jelić, Mile Jelić, Vlado Murat, Anđelko Pernar, Marijan Šimundić, Petar Tominac |
| 1968 | Itálie                     | Ante Znaor i Josip Krtalić                                                           |
|      | Austrálie                  | Pero Čović                                                                           |
|      | Francie                    | Nedjeljko Mrkonjić                                                                   |
|      | Spolková republika Německo | Đuro Kokić, Vid Maričić, Mile Rukavina, Krešimir Tolj, Hrvoje Ursa                   |
| 1969 | Spolková republika Německo | Mirko Ćurić, Nahid Kulenović                                                         |
|      | Španělsko                  | Vjekoslav Luburić                                                                    |
| 1970 | Švédsko                    | Mijo Lijić                                                                           |
| 1971 | Argentina                  | Ivo Bogdan                                                                           |
|      | Velká Británie             | Maksim Krstulović                                                                    |
|      | Spolková republika Německo | Mirko Šimić                                                                          |
| 1972 | Itálie                     | Rosemarie Bahorić, Stjepan Ševo, Tatjana Ševo                                        |
|      | Spolková republika Německo | Branimir Jelić, Ivan Mihalić, Josip Senić                                            |
| 1973 | Spolková republika Německo | Josip Buljan-Mikulić                                                                 |
| 1974 | Spolková republika Německo | Mate Jozak                                                                           |
| 1975 | Rakousko                   | Nikola Martinović                                                                    |
|      | Belgie                     | Matko Bradarić                                                                       |
|      | Dánsko                     | Vinko Eljuga                                                                         |
|      | Spolková republika Německo | Ivica Milošević, Nikola Penava, Ilija Vučić                                          |
|      | Švédsko                    | Stipe Mikulić                                                                        |
| 1976 | Francie                    | Ivan Tuksor                                                                          |
| 1977 | JAR                        | Jozo Oreč                                                                            |
|      | Spolková republika Německo | Ivan Vučić                                                                           |
| 1978 | Francie                    | Bruno Bušić                                                                          |
|      | USA                        | Križan Brkić                                                                         |
| 1979 | Spolková republika Německo | Jozo Miloš                                                                           |
|      | USA                        | Marijan Rudela, Zvonko Štimac                                                        |
|      | Kanada                     | Cvitko Cicvarić, Goran Šećer                                                         |
| 1980 | Spolková republika Německo | Mirko Desker, Nikola Miličević                                                       |
| 1981 | Francie                    | Mate Kolić                                                                           |
|      | Spolková republika Německo | Petar Bilandžić, Ivo Furlić, Ivan Jurišić, Mladen Jurišić, Ante Kostić               |
|      | Švýcarsko                  | Stanko Nižić                                                                         |
| 1983 | Spolková republika Německo | Stjepan Đureković, Franjo Mikulić, Đuro Zagajski, Milan Župan                        |
| 1984 | Spolková republika Německo | Slavko Logarić                                                                       |
| 1986 | USA                        | Franjo Mašić                                                                         |
| 1987 | Kanada                     | Damir Đureković                                                                      |
|      | Spolková republika Německo | Ivan Hlevnjak                                                                        |
| 1989 | Spolková republika Německo | Anto Đapić, starší                                                                   |